# Alejandro Fiore
Carlos Alejandro Fiore (Buenos Aires, 5 de julio de 1969) es un actor y director de escena argentino.
Es conocido por sus papeles en televisión como Pablo Lamponne en la serie Los simuladores, "El Perro" en la serie carcelaria Tumberos, entre otros trabajos.

## Vida personal
El actor tuvo dos hijos con una mujer llamada Dolores, llamados Ana y Lucio.

## Carrera
Comenzó su carrera actoral en 1988, en la película, El profesor punk, protagonizada por Jorge Porcel. 
En televisión debutó en la telenovela, Zona de riesgo, emitida entre 1992 y 1993 por Canal 13 .

¡De “Poliladron” pasaron casi veinte años! Empecé a entrenar desde que conocí a Federico (D'Elía) y a Martín (Seefeld). A mí siempre me gustó el dibujo –soy diseñador gráfico–, con esto te digo que nunca fui el gran deportista. Y entrenar se convirtió en una terapia a la que no podía faltar porque me generaba adrenalina. Estos últimos cinco meses adelgacé 4 o 5 kilos. Pero en la tele siempre parezco un poco más gordo.

## Trayectoria

### Televisión
| Televisión | Televisión                           | Televisión                | Televisión                |
| Año        | Título                               | Personaje                 | Canal                     |
| ---------- | ------------------------------------ | ------------------------- | ------------------------- |
| 1993       | Zona de riesgo                       |                           | El Trece                  |
| 1994       | La marca del deseo                   |                           | Telefe                    |
| 1995       | Poliladron                           | Negro Rodríguez           | El Trece                  |
| 1996       | Verdad consecuencia                  | Pedro                     | El Trece                  |
| 1997       | Carola Casini                        | Pancho                    | El Trece                  |
| 1998       | Gasoleros                            | Vikingo                   | El Trece                  |
| 2000       | Primicias                            | Guillermo Miglione        | El Trece                  |
| 2001       | PH, propiedad horizontal             | Toto                      | Azul TV                   |
| 2001-2002  | Tiempo final                         | Varios                    | Telefe                    |
| 2002-2004  | Los simuladores                      | Pablo Lamponne            | Telefe                    |
| 2002       | Tumberos                             | El Perro                  | América TV                |
| 2003       | Sol negro                            | Jerry                     | América TV                |
| 2004       | Sangre fría                          | Muñoz                     | Telefe                    |
| 2004       | Sin código                           | Mugre Rodríguez           | El Trece                  |
| 2004       | La niñera                            | Cantante                  | Telefe                    |
| 2005       | Sálvame María                        | Rafael                    | Canal 9                   |
| 2006       | Montecristo                          | Patricio Tamargo          | Telefe                    |
| 2006       | Gladiadores de Pompeya               | Lucio Mignone             | Canal 9                   |
| 2007       | Reparaciones                         | Nelson                    | El Trece                  |
| 2008       | Valentino, el argentino              | Chanfarella               | El Trece                  |
| 2008       | Dirigime                             | Javier                    | Terra Networks/América TV |
| 2009       | Dromo                                | Varios                    | América TV                |
| 2010       | Todos contra Juan 2                  | Cameo                     | Telefe                    |
| 2011       | Vindica                              | Varios                    | América TV                |
| 2011       | Todas a mí                           | Don Federico              | América TV                |
| 2012       | Perfidia                             | Enrique Echandia          | TV Pública                |
| 2012       | Daños colaterales                    | Jefe de seguridad         | El Trece                  |
| 2013       | Los vecinos en guerra                | Gasparini                 | Telefe                    |
| 2014       | El legado                            | Gabriel Waters            | Canal 9                   |
| 2014       | Sospechosos                          | Detective Federico Hansen |                           |
| 2014       | Escuela nocturna                     | Sebastián Roble           | TV Pública                |
| 2015       | Esperanza mía                        | Germán Pereyra            | El Trece                  |
| 2015       | El mal menor                         | Carlos Cordeviola         | TV Pública                |
| 2018       | Pasado de Copas: Drunk History       | Nicolás Avellaneda        | Telefe                    |
| 2021       | Naturaleza muerta                    | Tony "Ahorcado" Muttis    | Space                     |
| 2023       | Argentina, tierra de amor y venganza | Suárez                    | El Trece                  |

### Cine
| Películas | Películas                           | Películas  | Películas             |
| --------- | ----------------------------------- | ---------- | --------------------- |
| 1988      | El profesor punk                    | Alumno     | Enrique Carreras      |
| 1993      | Tango feroz: la leyenda de Tanguito | Preso 2    | Marcelo Piñeyro       |
| 1995      | Caballos salvajes                   | Camionero  | Marcelo Piñeyro       |
| 1996      | Policía corrupto                    | Trufa      | Carlos Galettini      |
| 1998      | Punto muerto (cortometraje)         |            | Damián Szifron        |
| 1999      | Los últimos días (cortometraje)     |            | Damián Szifron        |
| 1999      | Héroes y demonios                   | El General | Horacio Maldonado     |
| 2001      | Tocá para mí                        |            | Rodrigo Fürth         |
| 2001      | Testigos ocultos                    | Gerónimo   | Néstor Sánchez Sotelo |
| 2003      | El fondo del mar                    | Ñaca 2     | Damián Szifron        |
| 2009      | Aguas verdes                        | Juan       | Mariano De Rosa       |
| 2009      | La confesión                        |            | Juan Manuel Jiménez   |
| 2011      | El abismo...todavía estamos         | Felipe     | Pablo Yotich          |
| 2012      | Un amor de película                 | Enrique    | Diego Musiak          |
| 2013      | Al Oeste del Fin del Mundo          | Javier     | Paulo Nacimiento      |
| 2016      | 8 tiros                             |            | Bruno Hernández       |
| 2017      | Sólo se vive una vez                | Seagal     | Federico Cueva        |
| 2022      | Venganza Ciega                      | Comisario  | Yamel Romero          |
| 2023      | Los bastardos                       | Mauricio   | Pablo Yotich          |
| 2025      | Esa semana juntos                   |            | Pablo Yotich          |

### Teatro
| Obra      | Obra                       | Obra                                                                                    | Obra |
| Año       | Título                     | Elenco                                                                                  |      |
| --------- | -------------------------- | --------------------------------------------------------------------------------------- | ---- |
| 1989/1990 | La ilusión del orgasmo     | Con Diego Peretti.                                                                      |      |
| 1990      | Aspectos                   |                                                                                         |      |
| 1991      | Tiempo al Tiempo           |                                                                                         |      |
| 1991      | Resaca                     |                                                                                         |      |
| 1993      | Aire comprimido            |                                                                                         |      |
| 1994      | El enemigo de la clase     | Con Fernán Mirás, Pepe Monje, Damián De Santo, Federico D'Elía y Diego Peretti.         |      |
| 1996      | Poliladron                 | Con Adrián Suar, Laura Novoa, Osvaldo Santoro.                                          |      |
| 1998      | Fiel                       |                                                                                         |      |
| 2002      | Desaforados                | Con Fernando Sureda, Martín Seefeld, Facundo Espinoza, Pasta Dioguardi y Horacio Dener. |      |
| 2003      | Historia de cazadores      | Con Adriana Dicaprio, Patricia Echegoyen y Pablo Iemma.                                 |      |
| 2004      | De guante blanco           | Con Federico D'Elía y Martín Seefeld.                                                   |      |
| 2007      | El montaplatos             | Con Fernando Sureda.                                                                    |      |
| 2010/2011 | Taxi 1, original           | Con Diego Pérez, Marcelo De Bellis, Sabrina Rojas, Ximena Capristo y Sebastián Almada.  |      |
| 2012      | ¿Quién con cuál?           | Con Matías Santoianni.                                                                  |      |
| 2012      | Las brujas de Salem        | Con Juan Gil Navarro, Carlos Belloso, Lali Espósito y Rita Cortese.                     |      |
| 2014      | Locos de contento          | Con Mariana Rava.                                                                       |      |
| 2013/2023 | La última vez              | Con Mónica Salvador.                                                                    |      |
| 2015/2017 | Encuentro de genios        | Con Gerardo Baamonde, Juan Palomino, Pablo Novak y Roberto Antier.                      |      |
| 2019      | ¿Qué tenés en la cabeza?   | Con Gerardo Baamonde y Verónica Varano.                                                 |      |
| 2020      | Mi mujer se llama Mauricio | Con Matías Alé, Matías Santoianni, Adriana Brodsky y Jorge Crivelli.                    |      |
| 2022      | La clase                   | Con Jorge Crivelli.                                                                     |      |
| 2023      | Mi primera vez             | Con Mónica Salvador, Mora Peretti y Teo D'Elía.                                         |      |